# يواندي لاوال
يواندي لاوال سمبسون (بالإنجليزية: Yewande Lawal Simpson)‏، هي مُمثلة وعارضة أزياء نيجيرية.

## وصلات خارجية
- يواندي لاوال على موقع IMDb (الإنجليزية)